# فرانک داوسون آدامز
فرانک داوسون آدامز (انگلیسی: Frank Dawson Adams؛ ۱۷ سپتامبر ۱۸۵۹ – ۲۶ دسامبر ۱۹۴۲) یک زمین‌شناس اهل کانادا بود.